# Frank Pfütze
Frank Pfutze (Rostock, 15 gennaio 1959 – Berlino, 20 gennaio 1991) è stato un nuotatore tedesco orientale.

## Carriera
Forte nelle staffette, all'apice della carriera ha vinto la medaglia d'argento nella 4x200m stile libero alle Olimpiadi di Mosca 1980.

## Palmarès
- Giochi olimpici estivi

Mosca 1980: argento nella 4x200m stile libero.
- Mondiali

Cali 1975: bronzo nei 400m stile libero.
- Europei

Vienna 1974: oro nei 1500m stile libero.
Jönköping 1977: bronzo nei 400m stile libero e nella 4x200m stile libero.